# Pycnarmon albivittalis
Pycnarmon albivittalis là một loài bướm đêm trong họ Crambidae.